# Wilhelmus Doll
Wilhelmus Johannes Doll (ur. 27 października 1900 w Amsterdamie, zm. 15 maja 1980 tamże) – holenderski zapaśnik walczący w stylu klasycznym. Olimpijczyk z Paryża 1924, gdzie zajął dwudzieste miejsce w wadze średniej.
Piąty na mistrzostwach świata w 1921 roku.

## Turniej wParyżu 1924
| Konkurencja          | Walki                  | Walki                 | Klas. końcowa |
| Konkurencja          | Przeciwnik I           | Przeciwnik II         | Miejsce       |
| -------------------- | ---------------------- | --------------------- | ------------- |
| 75 kg styl klasyczny | Kārlis Vilciņš (LAT) P | Harry Nilsson (SWE) P | 20.           |